# Автономен регион Бугенвил
Автономен регион Бугенвил, с предишно име Северни Соломони, е автономен регион в Папуа Нова Гвинея. Площта му е 9384 квадратни километра и има население от 249 358 души (по преброяване от юли 2011 г.). Намира се в часова зона UTC+10. Разделен е на 3 окръга.
През 2019 г. се провежда референдум за независимост на Бугенвил.